# Język riantana
Język riantana (lub riandana) – język papuaski z grupy kolopom, używany na wyspie Kolopom (Frederik Hendrik) w prowincji Papua w Indonezji. Według danych z 1977 roku posługiwało się nim wówczas 1100 osób.
Określenie „riantana” znaczy tyle, co „prawdziwi ludzie”.
Jego użytkownicy zamieszkują północną część wyspy. Jest wykorzystywany w sferze kontaktów domowych. Stwierdzono, że jest zagrożony wymarciem. 
Według danych Peta Bahasa jego użytkownicy zamieszkują wieś Suam (dystrykt Tabonji, kabupaten Merauke). W 1949 r. do obszaru tego języka zaliczono miejscowości: Ambébé (Iramoro), Roàmbu (Soam), Awïra (Kundjubandjung), Kāba, Jòmöka i Jarà.
Typologicznie bliski językowi kimaghima.
Wczesne dane nt. języków wyspy (w tym riantana) zebrał misjonarz P. Drabbe, autor artykułu z 1949 r.  Sporządzono skrótowy opis gramatyki riantana (2015).